# Cerniat

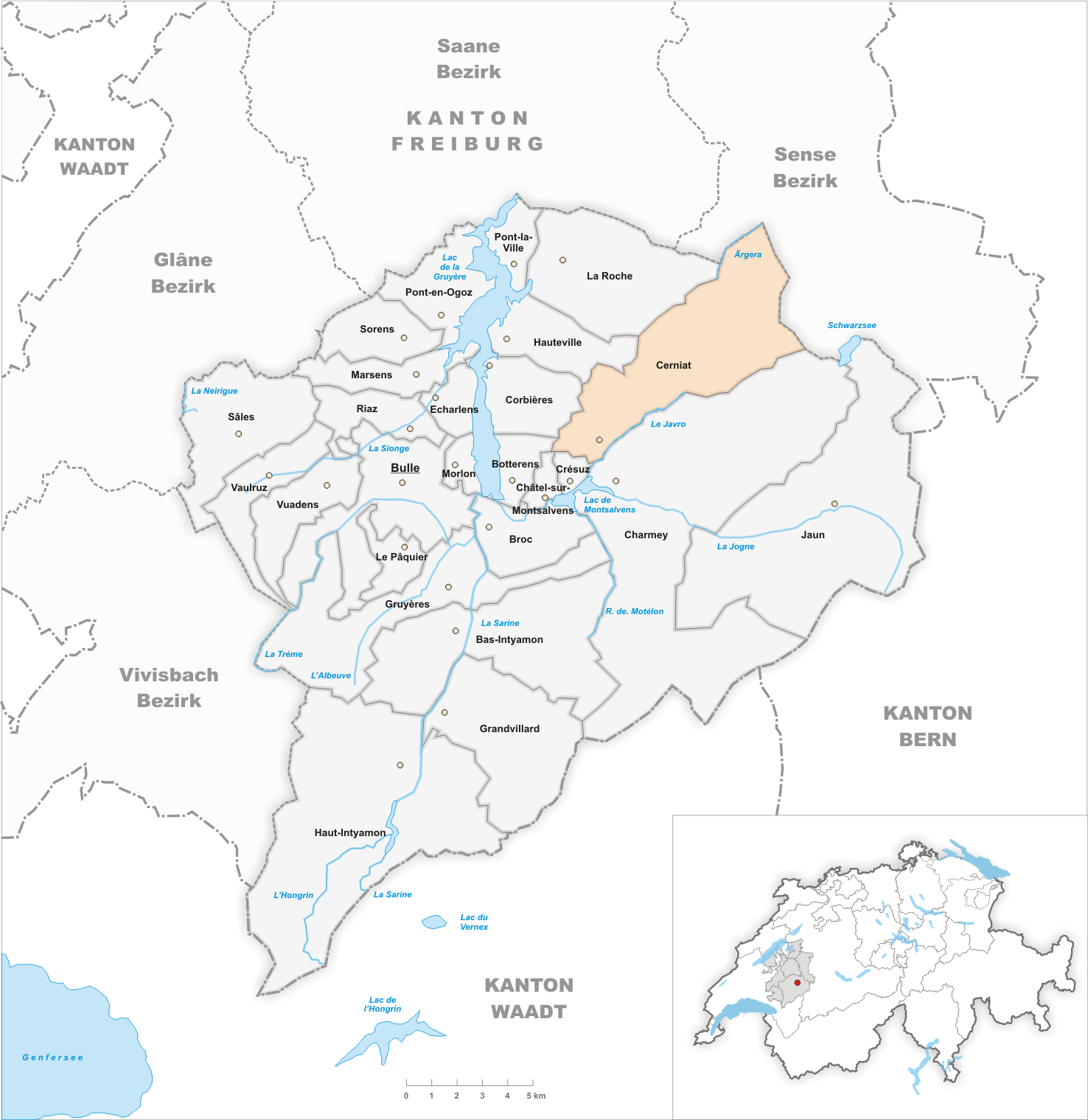
Gemeindestand vor der Fusion am 1. Januar 2014

Cerniat (FR) (Freiburger Patois Thèrnyaⓘ) war bis am 31. Dezember 2013 eine politische Gemeinde im Greyerzbezirk des Kantons Freiburg in der Schweiz. Der deutsche Name Scherni wird heute nicht mehr verwendet. Am 1. Januar 2014 fusionierte Cerniat mit der ehemaligen Gemeinde Charmey zur neuen Gemeinde Val-de-Charmey.
Das Kantonskürzel FR wird von den Schweizer Bundesbehörden verwendet, um Cerniat vom homophonen Waadtländer Dorf und ehemaligen Gemeinde Cerniaz zu unterscheiden.

## Geographie
Cerniat liegt auf 927 m ü. M., 8 km östlich des Bezirkshauptortes Bulle (Luftlinie). Das Bauerndorf erstreckt sich an einem Südhang am Fuss des Vanil des Cours, über dem Javro (rechter Zufluss des Jaunbachs), in der offenen Talmulde von Charmey, in den Freiburger Alpen.
Die Fläche des 33,7 km² grossen Gemeindegebiets umfasst einen Abschnitt des voralpinen Gebietes im südlichen Teil des Kantons Freiburg. Das ausgedehnte Gebiet wird im Süden vom Javro begrenzt. Nach Norden erstreckt sich der Gemeindeboden den relativ sanft ansteigenden, von Weiden und Wäldern bedeckten Hang der Berra hinauf, die mit 1719 m ü. M. den höchsten Punkt von Cerniat bildet. Dieser Hang ist durch eine Reihe kleiner Bäche untergliedert, die dem Javro zufliessen. Im Westen wird die Talmulde von Charmey von den Bergspitzen Mont Bifé (1483 m ü. M.) und Vanil des Cours (1562 m ü. M.) begrenzt.
Im Nordosten reicht die Gemeindefläche über den Kamm der Berra in das Quellgebiet der Ärgera mit dem Plasselbschlund und den Höhenzügen von Kapberg (1442 m ü. M.) und La Patta (1616 m ü. M.). Die Nordostgrenze verläuft entlang des Höllbachs (rechter Zufluss der Ärgera). Ein kleiner Anteil des Gemeindegebietes im Bereich des Hofes Bürglenberg liegt im Einzugsgebiet des Schwarzsees. Von der Gemeindefläche entfielen 1997 2 % auf Siedlungen, 54 % auf Wald und Gehölze, 41 % auf Landwirtschaft, und etwas weniger als 3 % waren unproduktives Land.
Zu Cerniat gehören die Siedlung Les Utsets (940 m ü. M.) am Hang des Vanil des Cours über dem Javro, das Kloster La Valsainte sowie weit verstreut zahlreiche Einzelhöfe am Südhang der Berra. Nachbargemeinden von Cerniat waren bis am 31. Dezember 2013 Charmey, Crésuz, Châtel-sur-Montsalvens, Botterens, Corbières, Hauteville, La Roche, Plasselb und Plaffeien.

## Bevölkerung
Mit 361 Einwohnern (Stand 31. Dezember 2013) gehörte Cerniat zu den kleinen Gemeinden des Kantons Freiburg. Von den Bewohnern sind 88,6 % französischsprachig, 9,6 % deutschsprachig und 0,3 % italienischsprachig (Stand 2000). Die Bevölkerungszahl von Cerniat belief sich 1850 auf 498 Einwohner, 1900 auf 713 Einwohner. Nach dem Höchststand von 749 Einwohnern im Jahr 1910 wurde bis 1980 durch starke Abwanderung ein Bevölkerungsrückgang von über 55 % auf 328 Personen verzeichnet. Seither blieb die Einwohnerzahl vorerst ziemlich stabil, um dann ab Beginn des 21. Jahrhunderts wieder deutlich auf 435 Einwohner im Jahr 2022 anzusteigen.
Einwohnerzahlen: Volkszählungsdaten

## Wirtschaft
Cerniat war bis in die zweite Hälfte des 20. Jahrhunderts ein vorwiegend durch die Landwirtschaft geprägtes Dorf. Noch heute haben die Viehzucht und Milchwirtschaft eine wichtige Bedeutung in der Erwerbsstruktur der Bevölkerung. In den Alpkäsereien wird Greyerzer Käse hergestellt. Weitere Arbeitsplätze sind im lokalen Kleingewerbe und im Dienstleistungssektor vorhanden. In den letzten Jahrzehnten hat sich das Dorf auch zu einer Wohngemeinde entwickelt. Viele Erwerbstätige sind deshalb Wegpendler, die in der Region Bulle arbeiten.

## Verkehr
Die Gemeinde liegt abseits der grösseren Durchgangsstrassen, ist aber von der Hauptstrasse von Bulle nach Charmey leicht erreichbar. Durch eine Postautolinie, die von Charmey  bis nach Valsainte verkehrt, ist Cerniat an das Netz des öffentlichen Verkehrs angebunden. Bei der Abzweigung der Hauptstrasse besteht Anschluss an die Buslinien der Transports publics Fribourgeois von Bulle nach Boltigen und von Freiburg nach Jaun.

## Geschichte

Historisches Luftbild von Werner Friedli von 1964

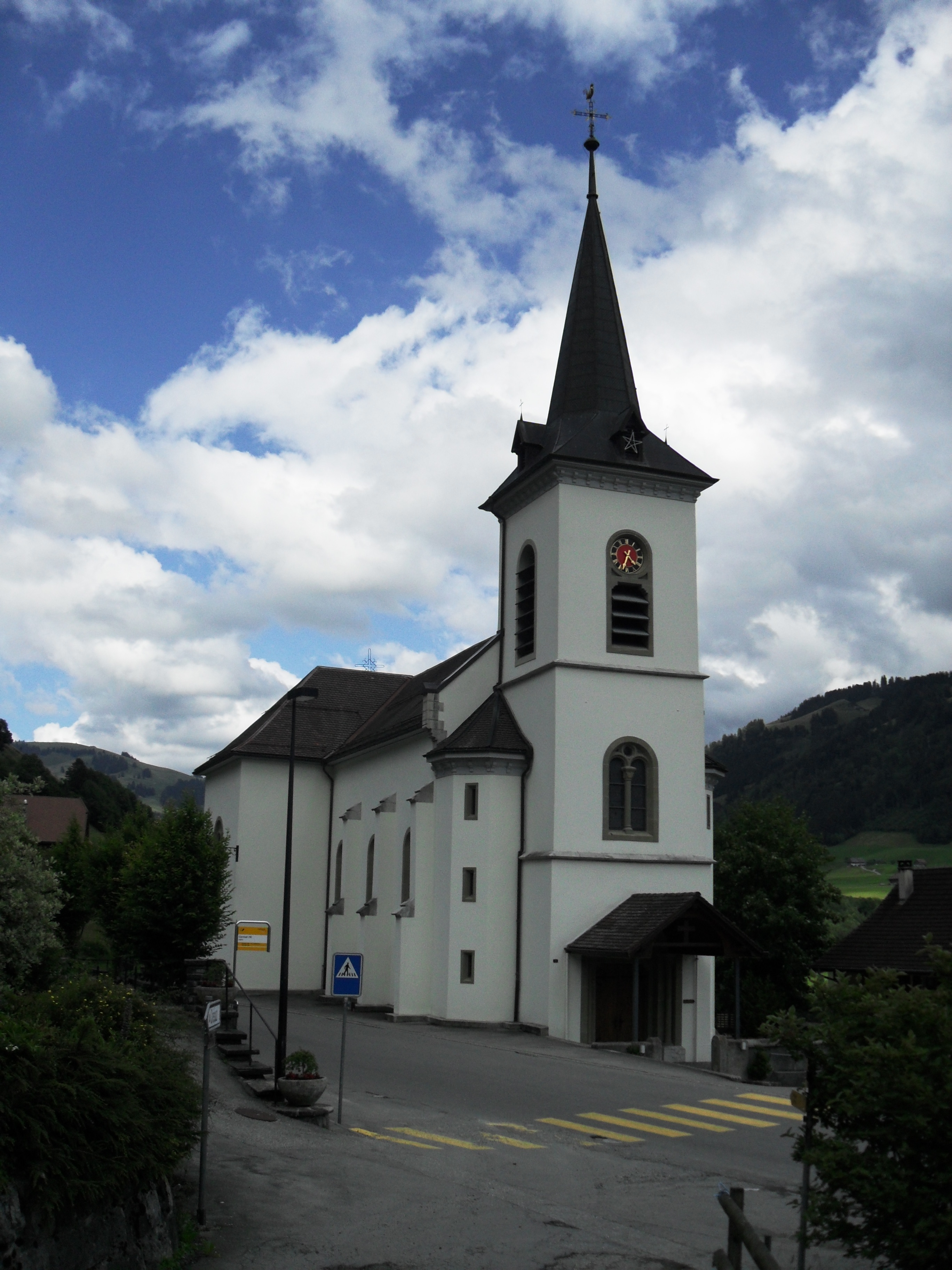
Die Kirche von Cerniat

Die erste urkundliche Erwähnung des Ortes erfolgte 1288 unter dem Namen Sernia. Cerniat leitet sich vom lateinischen Wort circinatus (umzäunt) ab, womit das eingezäunte Land eines Hofes gemeint ist. Der Ort gehörte seit dem Mittelalter den Herren von Corbières, unter denen 1295 das nordöstlich von Cerniat gelegene Kartäuserkloster La Valsainte gegründet wurde.
Als Teil der Herrschaft Corbières kam Cerniat 1553 unter die Oberhoheit von Freiburg. Zu Beginn des 18. Jahrhunderts sowie im Jahr 1799 fielen zahlreiche Häuser einer Feuersbrunst zum Opfer. Nach dem Zusammenbruch des Ancien Régime (1798) gehörte das Dorf während der Helvetik zur Unterpräfektur Corbières, die 1803 in den Status eines Bezirkes erhoben wurde. 1848 wurde Cerniat mit Corbières in den Bezirk Gruyère eingegliedert.
Am 3. März 2013 stimmten die Bürger dem Fusionsvorhaben mit der Gemeinde Charmey zu.

## Sehenswürdigkeiten
Cerniat, das früher zur Kirchgemeinde Broc gehörte, bildet seit 1618 eine eigene Pfarrei. Die Pfarrkirche Saint-Jean-et-Paul steht etwas ausserhalb des Dorfes auf einem Vorsprung unterhalb des Weilers Les Utsets.

## Persönlichkeiten
- Joseph-Frédéric-Benoît Charrière (1803–1876), Instrumenten- und Apparatebauer
- François Charrière (1893–1976), römisch-katholischer Geistlicher, Bischof von Lausanne, Genf und Freiburg